# أنواع الثورات البركانية

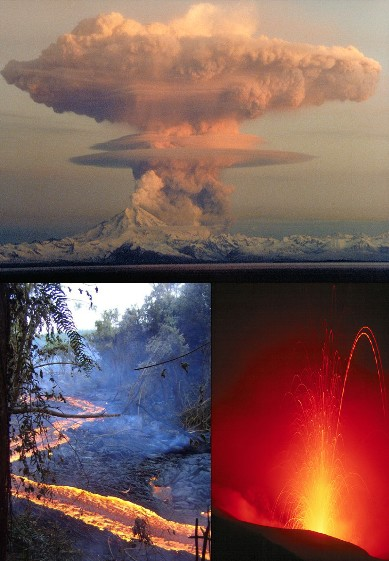
بعض التكوينات المتشكلة أثناء النشاط البركاني: تدفقات عمود انفجار بركان بلينيان، حمم بركان هاواي، وقوس من الحمم من انفجار سترومبوليان البركاني.

هناك العديد من أنواع الثورات البركانية حيث يتم إطلاق الحمم والتفرا (رماد وحصى وقنابل بركانية وكتل البركانية) وغازات مختلفة من الفوهة البركانية أو البركان التصدعي_ التي يميزها علماء البراكين. وتتم تسمية تلك الأنواع غالبًا على أسماء براكين شهيرة رصد فيها هذا النوع من السلوك البركاني. وتُظهر بعض البراكين نشاط بركاني واحد فقط أثناء فترة نشاطها، بينما تُظهر براكين أخرى سلسلة كاملة من النشاطات البركانية في سلسلة ثوران واحدة.
هناك ثلاثة أنواع مختلفة من الثورات البركانية. أكثرها ملاحظةً هو ثوران الصهارة والتي تنطوي على إزالة ضغط الغاز داخل الصهارة والتي تدفعه إلى الأمام. أما الانفجار الصهاري التدفقي هو نوع آخر من الثورات البركانية ويحدث نتيجة انضغاط الغاز داخل الصهارة، في الاتجاه المعاكس لعملية النشاط الصهاري. النوع الأخير للثورات البركانية هو الثوران التدفقي والذي ينتج عن فرط إحماء البخار خلال تلامسه مع الصهارة؛ غالبًا لا يظهر أثناء أنواع الثورات هذه إطلاق الصهارة، بل تسبب بدلاً من ذلك تحبب الصخور الموجودة.
يوجد بين أنواع الانفجارات ذات التعريف العام عدة أنواع فرعية. أضعفها ثوران هاواي ثم الثوران تحت الماء ثم ثوران استرومبولي، ثم يليها ثوران فولكانيان وثوران سرتسي. ومن أقوى الانفجارات ثوران بيليه يليه ثوران بلينيان؛ وأقوى أنواع الثورات هو ثوران بلينيان الفائق. يُعرف الثوران تحت جليدي والثوران التدفقي حسب آلية التفجر واختلاف قوتهما. ويعد مؤشر التفجر البركاني (VEI) مقياسًا مهمًا لقوة التفجير، وهو مقياس القوة يتراوح ما بين 0 إلى 8 ترتبط غالبًا بأنواع الانفجارات.

## آلية الانفجار

شكل يبين مؤشر التفجر البركاني وارتباطه مع حجم المقذوفات الإجمالي.

ترتفع الانفجارات البركانية عبر ثلاث آليات أساسية:
- يسبب إطلاق الغاز بحالة إزالة الضغط ثوران الصهارة.
- يسبب الانكماش الحراري من التبريد نتيجة التلامس مع الماء الانفجار الصهاري التدفقي.
- يؤدي قذف الجزيئات المحبوسة أثناء ثوران البخار إلى حدوث الانفجار التدفقي.